# Bailliage d'Aval

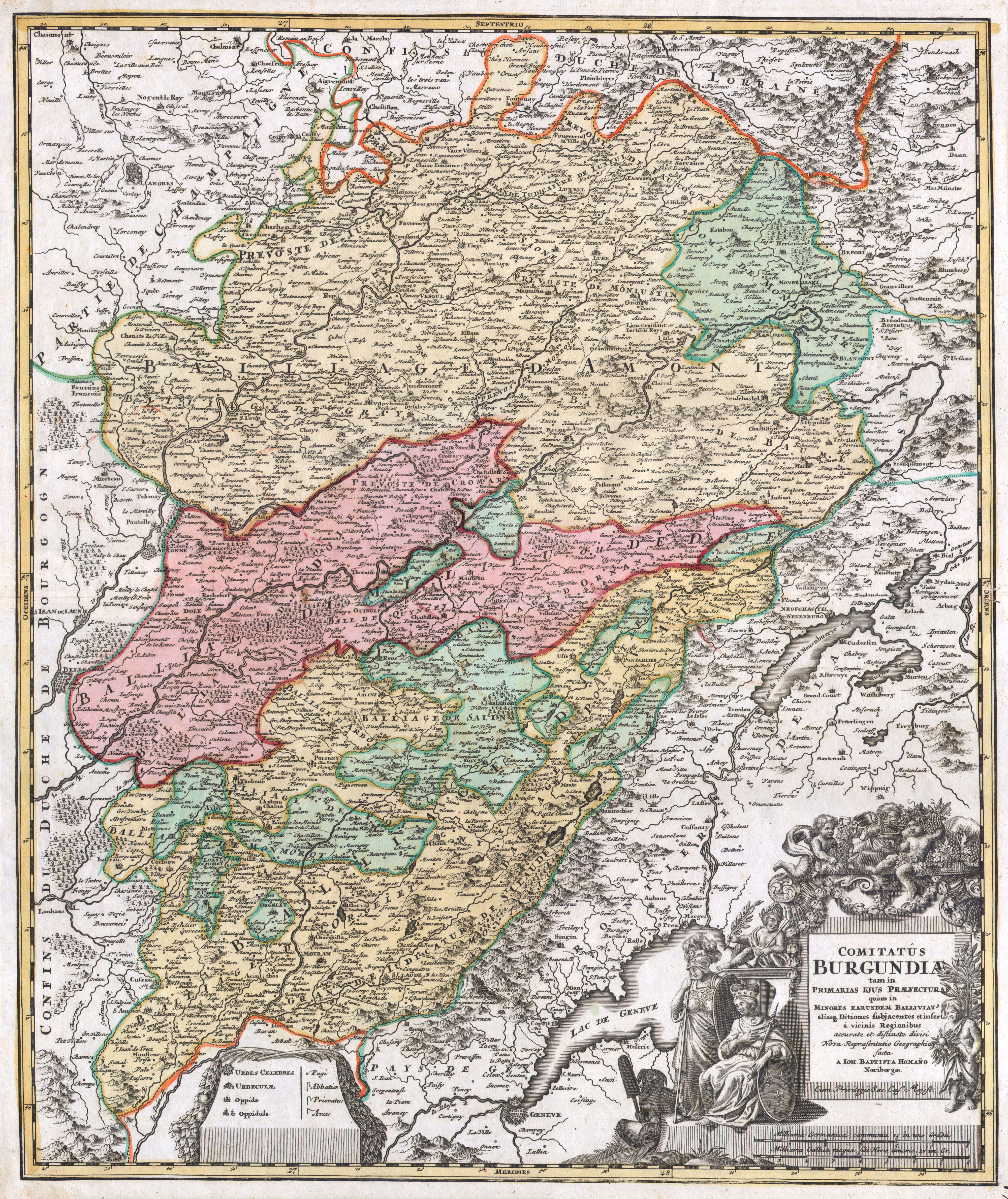
Les bailliages de Franche-Comté (1716)

Le Bailliage d'Aval est une ancienne circonscription administrative et judiciaire, qui a existé de 1333 à la Révolution française. C'était l'un des trois bailliages de Franche-Comté. Il comprenait une grande partie de l'actuel territoire du Jura et la partie sud du Doubs. Sa capitale était Poligny, là ou y était fixé le bailli et la cour du bailliage.

## Territoire
Le bailliage couvrait le massif du Jura jusqu’à la frontière suisse, le Revermont et une partie de la Bresse Jurassienne. Il était constitué de 6 bailliages locaux, prévôtés et 1'abbaye :
- bailliage d'Arbois
- bailliage de Salins (pays de Scodingue, comme Poligny, Arbois, Montmorot, Orgelet)
- bailliage de Pontarlier (de l'ancien comté de Varais, Warasch)
- bailliage de Poligny
- bailliage d'Orgelet
- bailliage de Montmorot
- La grande judicature, dite terre de Saint-Claude (pays de Moirans), indépendante du baillage[4].

Le bailliage d'Aval occupe la partie méridionale de la Franche-Comté. Le bailliage de Montmorot fut transféré à Lons-le-Saunier. Les sièges subalternes sont les villes d'Arbois, de Salins-les-Bains, de Pontarlier, de Poligny, d'Orgelet et il compte les terres de l'abbaye de Saint-Oyand-de-Joux parmi ses possessions.
Le bailli d'Amont gardait une prééminence sur celui d'Aval. Ceci fut confirmé par Philippe II de Bourgogne en 1389 où il précise que ce bailliage aurait pour président le lieutenant de celui d'Amont, ce poste n'a pas été donné au bailli car il appartenait à l'aristocratie de la province et avait donc déjà la qualité de gentilhomme et sa place dans la chambre de la noblesse.
Sous le règne de Philippe III de Bourgogne l'administration de la justice et la gestion des revenus municipaux sont confiées à un « chef de la bourgeoisie » choisi par le bailli d'Aval sur une liste de quatre candidats présentés par le collège des « chefs-d'hôtel » ou notables. Ce « chef de la bourgeoisie » échangeait son titre contre celui de « maire » en 1525.

## Les bailliages secondaires

### Bailliage d'Arbois
La bailliage d'Arbois était composé de Villers-Farlay, Ecleux, Villeneuve d'Aval, Les Arsures, Pretin, Montigny lès Arsures, Saint-Cyr Montmartin, Villette lès Arbois, Mesnay, La Chatealaine, Valempoulières, Les Planches-près- Arbois, Puppillin, Abergement le Grand, Abergement le petit, Mathenay, La Ferté, Malamboz et Vadans

### Bailliage de Salins

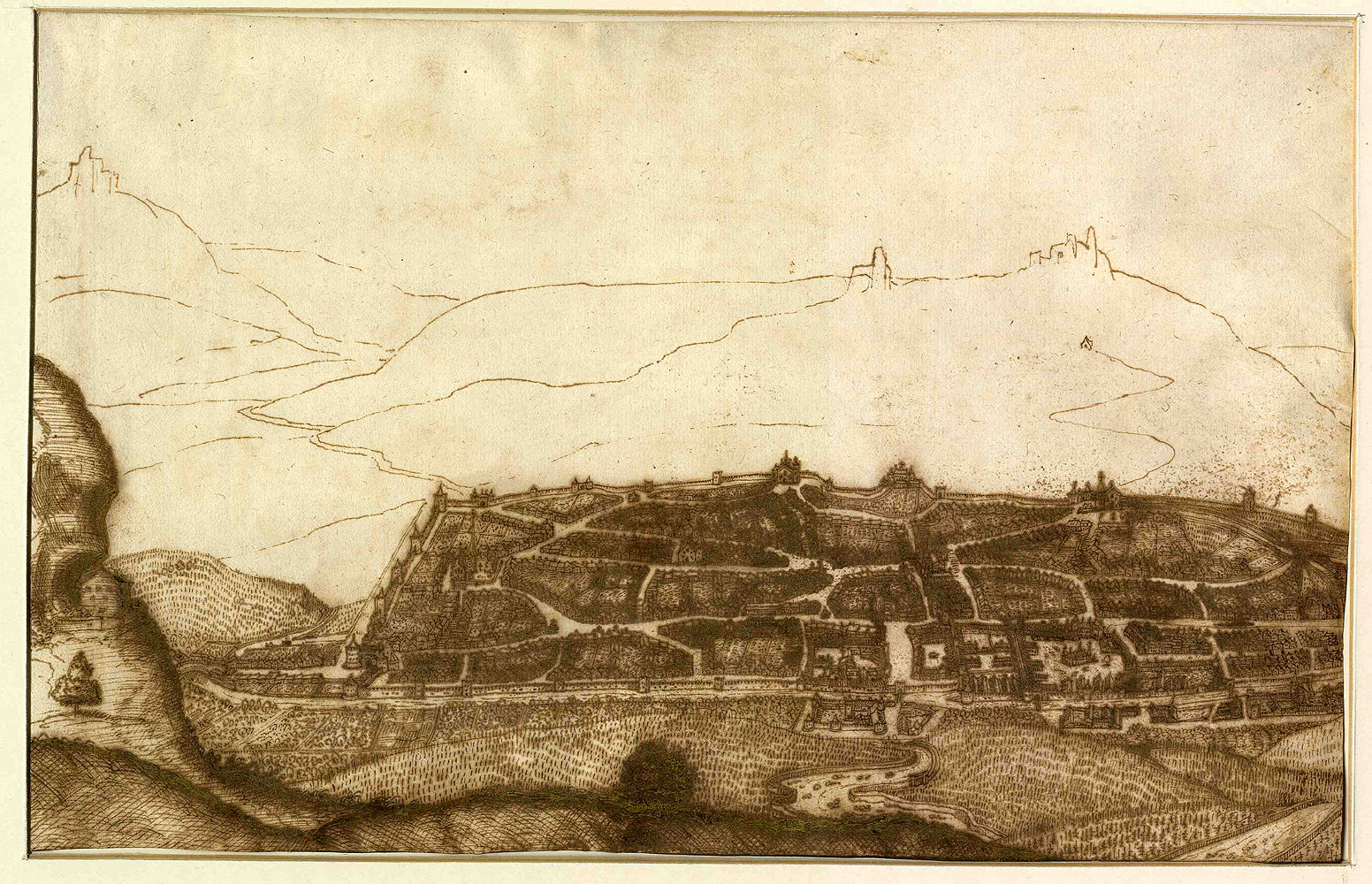
Salins à la fin du XVIe siècle

Au XVe siècle, le bailliage de Salins joue un rôle de poumon économique de la province, les revenus de la Grande saline représentant environ la moitié de ce que la Comté lui rapporte. Ainsi, les ducs affirment leur mainmise sur la Grande saunerie. Le fonctionnement administratif de la saline est renforcé avec la création de différents postes d’officiers spécialisés, avec à leur tête un pardessus. L'aire de vente du sel de Salins est élargie, notamment vers la Suisse. La cité devient une forteresse dotée de plus de 25 tours d'enceinte, signe de son importance stratégique.
L'activité salifère participe à enrichir de puissantes familles qui contribuent à l'évolution du paysage urbain. Par exemple, Jean de Montaigu, issu d’une famille dont l’enrichissement est lié à l’administration de la saline et proche de la cour de Philippe le Bon, est à l’initiative de la construction de l’hôpital du Saint-Sépulcre.

### Bailliage de Pontarlier

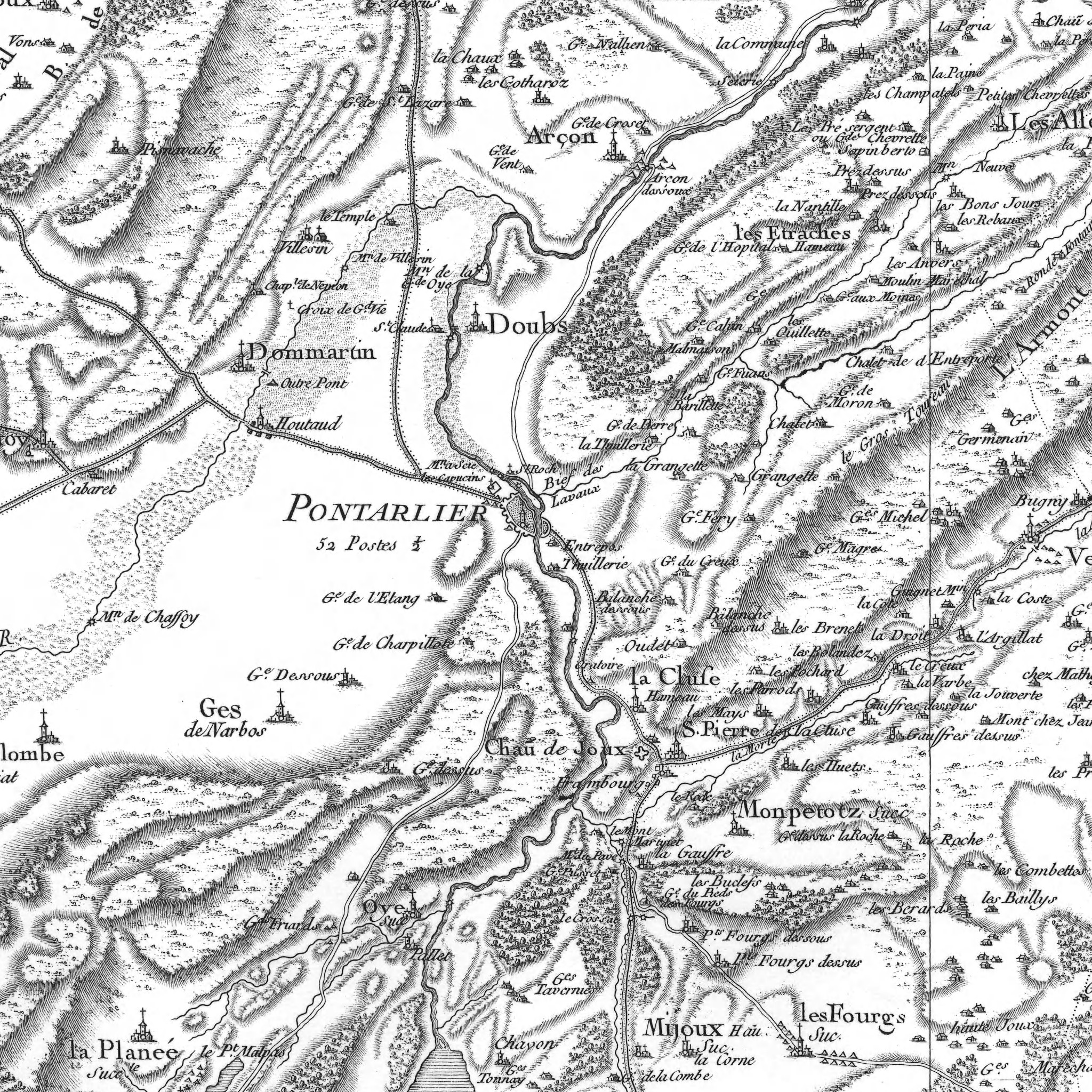
Pontarlier et ses environs (XVIIe siècle)

Le territoire est vaste et comprend vingt villages d'importance : La Planée, le Quartier du Lac, avec Montperreux, Saint-Point, Les Grangettes et Malbuisson, les Deux Malpas, Touillon-et-Loutelet, Arc, Doubs, Septfontaine, Nods et Athose, Aubonne, Saint-Gorgon-Main, Les Granges Dessus et Dessous. Tous participent à l'élection des magistrats et dépendent de la prévôté de Pontarlier. Pour les autres communautés entourant Pontarlier elles relèvent du pouvoir d'un seigneur local et par ce fait ne « pouvoir faire aveu, alliance, bourgeoisie ou commandise » sans la permission du seigneur. La prévôté exerce une moyenne justice sur le territoire et elle est reconnue comme droit plein et entier. Le droit de justice appartient tant aux seigneurs de Joux qu'aux « barons » de la ville qui dans plusieurs actes décernent des tutelles, font des inventaires, reçoivent des émancipations et rendent des sentences.
La particularité de Pontarlier et de sa vaste région est d'être tout à la fois un « baroichage », une prévôté, une châtellenie, un bailliage et posséder un maire. Leurs rôles se confondent souvent. Le prévôt mis en place n'est que le lieutenant de sires de Joux tandis que le baillis est nommé par le « baroichage » avec le droit de justice sur les « barons-bourgeois ». D'ailleurs à partir du XVe siècle la prévôté sera remplacé par une « justice de ville » où les seigneurs n'eurent plus droit de regard. À partir du siècle suivant les communautés qui avaient composé l'ancien territoire renoncèrent au droit d'élire deux des quatre échevins au « boichorage » et les offices de châtelain et de prévôt seront réunis à celui de maire. Celui-ci se place à la tête de la « bourgeoisie » local et retient par devers lui les trois niveaux de justice seigneuriale.

### Bailliage d'Orgelet
Lorsque la Comté passe sous la tutelle des Hasbourg, Orgelet et son bailliage, connaissent une période de paix et de prospérité tout au long du XVIe siècle : la ville sort de ses murailles avec un faubourg à l'ouest et des tanneries à l'est. En 1546, l'Empereur Charles Quint établit à Orgelet une mairie et un bailliage secondaire qui étend sa compétence sur près de 200 communautés du sud de la province. Un tribunal est créé ; lieutenant général, juges, huissiers, greffiers autour desquels gravitent avocats et procureurs forment une bourgeoisie aisée parmi laquelle sont élus chaque année maire et échevins.

### Bailliage de Poligny

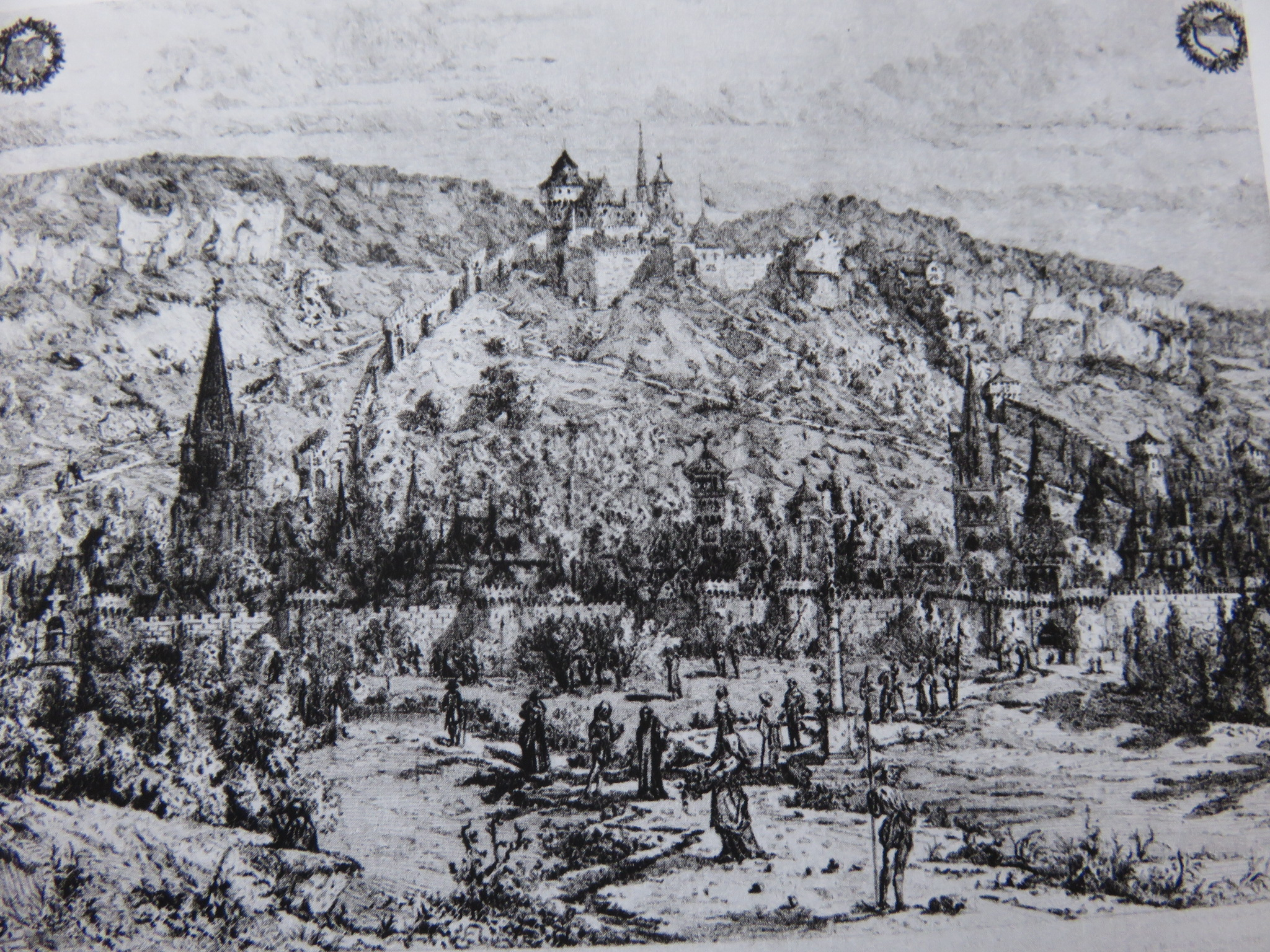
Poligny au XVIe siècle par Gaston Coindre d'après la gravure de Claude Luc

Gardienne des chartes du souverain de Bourgogne, de ses sceaux, de ses bannières et de toutes les marques de son autorité, la ville devient le chef-lieu du bailliage d'Aval au XVe siècle sous Philippe III de Bourgogne. Riche et puissante, elle compte parmi ses habitants un grand nombre de nobles et de bourgeois composant le conseil ou la maison (ensemble des charges domestiques) du duc. Celui-ci décide d'attribuer au sceau de la ville la même autorité que le sien propre, et qu'il soit en cire vermeille alors que les juridictions devaient utiliser une cire verte. Déjà en 1427 la ville était devenue le lieu de résidence du bailli ou de son lieutenant-général avant de devenir le siège du bailliage comme l'explique une ordonnance de 1444 :« la ville de Poligny est comme au milieu du bailliage d'Aval et elle est fournie de gens du conseil, clercs et praticiens mieux que nulle autre des lieux du même bailliage ».

### La grande judicature de Saint-Claude
Sa puissante juridiction à laquelle ressortissaient deux juridictions subalternes, les Bâtis du Grandvaux et de Moirans, ne reconnaissait pas les appels de ses jugements devant le parlement des comtes de Bourgogne à Dole ni devant celui des ducs-comtes de Bourgogne à Dijon au XVe s. ; celui-ci s’imposa cependant peu à peu, tandis que l’entrée du comté de Bourgogne dans l’héritage des Habsbourg en 1493 signifia l’intégration, sinon féodale, du moins juridique au comté de Bourgogne. Celle-ci s’accentua lors de l’invasion du pays de Vaud voisin, catholique, par les Bernois protestants au XVIe siècle et en raison des raids menés par les Comtois et les Bernois de part et d’autre de ce qui devenait une frontière de souveraineté autant et plus désormais que de seigneurie : l’abbaye devait mettre en avant son rattachement au Comté pour être défendue par son Parlement, ses Etats et le cas échéant par ses hommes d’armes.

## Liste des Baillis d'Aval
Liste des Baillis d'Aval, :

### Sous leRoyaume d'Arles(1332 à 1371)
| Durée de mandat | Nom et titre                                | Commentaire                                       |
| --------------- | ------------------------------------------- | ------------------------------------------------- |
| (1332-1336)     | Guy de Saint-Seine Seigneur de Villefrancon |                                                   |
| (1336-1338)     | Eudes de Cromary                            | également lieutenant général du bailliage d'Amont |
| (1338)          | Eudes de la Roche Seigneur de Nolay         |                                                   |
| (1338-1346)     | Eudes de Cromary                            |                                                   |
| (1546-1349)     | Foulques de Vellefrey                       |                                                   |
| (1349-1353)     | Huguenin de Savigney                        |                                                   |
| (1353-1356)     | Renaud de Jussey                            |                                                   |
| (1358_1360)     | Jean de Montmartin                          |                                                   |
| (1361-1362)     | Olivier de Jussey                           |                                                   |
| (1362-1365)     | Guillaume de Belmont                        |                                                   |
| (1365-1366)     | Jean de Montmartin                          |                                                   |
| (1366-1369)     | Huart de Raincheval                         |                                                   |
| (1369-1371)     | Guy de Cicon Seigneur de Chevigney          |                                                   |

### Sous l'Etat Bourguignon (1371-1477)
| Durée de mandat | Nom et titre                               | Commentaire                                                                       |
| --------------- | ------------------------------------------ | --------------------------------------------------------------------------------- |
| (1385-1389)     | Jean de Ville sur Arce, seigneur de Thoir  | Chambellan de duc de bourgogne                                                    |
| (1389-1395)     | Guillaume le Noble                         |                                                                                   |
| (1397-1406)     | Bon Guichard                               | Conseilleir du duc de bourgogne                                                   |
| (1407-1409)     | Jean de Champdivers                        |                                                                                   |
| (1409-1414)     | Guy Armenier                               |                                                                                   |
| (1414-1419)     | Guillaume de Champdivers                   |                                                                                   |
| (1420-1421)     | Guy Armenier                               | également président du Parlement de Dole                                          |
| (1422-1423)     | Etienne Armenier                           | également président du Parlement de Dole                                          |
| (1425-1451)     | Henri Valée de Fontenoy                    | Conseiller et chambellan de Philippe le bon                                       |
| (1454-1457)     | Guillaume de Vaudrey Seigneur de Courlaoux | Chef de la révolte comtoise de 1477, ambassadeur et chambellan de Philippe le bon |
| (1457-1467)     | François de Menthon Seigneur de Duesmes    |                                                                                   |
| (1467-1470)     | Gui d'Usié de Villette                     | Chambellan de Charles le téméraire                                                |
| (1470-1477)     | Gérard de Cise d'Arbois                    | Conseiller au Parlement de Dole                                                   |

### Sous les Habsbourgs (1480-1674)
| Durée de mandat | Nom et titre                       | Commentaire                                                                                    |
| --------------- | ---------------------------------- | ---------------------------------------------------------------------------------------------- |
| (1480-1490)     | Claude de Vaudrey de l'Aigle       | chambellan de Philippe le bon                                                                  |
| (1496-1512)     | Louis de Vaudrey de Courlaoux      |                                                                                                |
| (1512-1516)     | Charles de Poupet de la Chaux      |                                                                                                |
| (1516-152?)     | Maximilien de Vaudrey              | Fils de Louis de Vaudrey                                                                       |
| (1526-1530)     | Claude de Ray de Vauvillers        | Conseiller et chambellan de Charles Quint                                                      |
| (1533-1556)     | Jean de Poupet de la Chaux         | Ambassadeur et chambellan de Charles Quint                                                     |
| (1556-1570)     | Jean de Bauffremont de Clairvaux   |                                                                                                |
| (1570-1599)     | Guillaume de Bauffremont           |                                                                                                |
| (1599-1632)     | Joachim de Bauffremont             |                                                                                                |
| (1632-1637)     | Gérard de Joux de Watteville       | Commandant en chef des troupes comtoises                                                       |
| (1641-1660)     | Claude de Bauffremont de Scey      | gouverneur de Franche-Comté                                                                    |
| (1661-1668)     | Philippe de la Baume-Saint-Amour   | gouverneur de Franche-Comté                                                                    |
| (1668-1673)     | Claude de Bauffremont de Listenois | destitué lors de sa tentative de soulèvement contre le pouvoir espagnol en 1673                |
| (1673-1674)     | Prosper-Ambroise de Precipiano     | Dernier bailli avant l'annexion française. Les suivant seront tous de la maison de Bauffremont |

### Sous l'ancien régime (1674-1790)
Les Grand-Baillis d'Aval appartiennent tous à la maison de Bauffremont.
| Durée de mandat | Nom et titre                         | Commentaire                                                                             |
| --------------- | ------------------------------------ | --------------------------------------------------------------------------------------- |
| (1674)          | Claude de Bauffremont de Listenois   | Réintégré dans ses fonctions par Louis XIV, mort la même année à la bataille d'Entzheim |
| (1674-1682)     | Charles de Bauffremont de Listenois  |                                                                                         |
| (1682-1685)     | Pierre de Bauffremont                |                                                                                         |
| (1685-1710)     | Jacques-Antoine de Bauffremont       |                                                                                         |
| (1710-1753)     | Louis-Bégigne de Bauffremont         |                                                                                         |
| (1753-1769)     | Louis, prince de Bauffremont         |                                                                                         |
| (1769-1790)     | Charles-Roger, prince de Bauffremont | Dernier bailli d'aval                                                                   |